# محمدعلی الهی
محمدعلی الهی روحانی شیعه ایرانی آمریکایی است. الهی امام و مؤسس دارالحکمه اسلامی آمریکا در دربورن میشیگان است. الهی همچنین عضو مجمع جهانی اهل بیت است. او در دیترویت به امام الهی شهرت دارد.
الهی طلبگی را از ۱۲ سالگی در مدرسه ملا عبدالله اصفهان شروع کرد و سپس در مدرسه سپهسالار تهران ادامه داد. در جریان انقلاب سال ۱۳۵۷ واعظ بود و به خاطر چند سخنرانی در مساجد نارمک و وحیدیه تهران دستگیر شد و مدتی را در زندان اوین سپری کرد. الهی پس از انقلاب سمت‌هایی گوناگونی در ایران داشته‌است. او به حکم دفتر سید روح‌الله خمینی، مسوول عقیدتی سیاسی نیروی دریایی ایران بوده‌است. الهی در جنگ ایران و عراق در آبادان مجروح شد. بعد از جنگ مسوولیت راه اندازی مرکز پژوهش‌ها و اسناد بنیاد شهید به او واگذار شد و برای یادگیری زبان انگلیسی به لندن رفت و به عضویت تحریریه تهران تایمز درآمد. پس از دریافت دعوت نامه ای برای کنفرانس ادیان جهانی به سن فرنسیسکو رفت و به شهرهای متعددی در آمریکا از جمله واشینگتن، نیویورک، لس‌آنجلس و دیترویت سفر کرد. با مشاهده آگهی استخدام یک طلبه مسلط به زبان انگلیسی در مرکز اسلامی آن شهر در سال ۱۹۹۱ به آمریکا مهاجرت کرد و تابعیت آمریکایی را کسب کرده است.
الهی آمریکا را «حال و آینده خود» می‌داند و می‌گوید عاشق آمریکا است. بسیاری از فرزندان او در آمریکا متولد شده‌اند. او با بیل کلینتون، باراک اوباما و جرج دابلیو بوش روسای جمهوری اسبق آمریکا و نیز علی خامنه‌ای، رهبر ایران و حسن روحانی، رئیس‌جمهوری فعلی این کشور دیدار کرده‌است. الهی از حزب‌الله دفاع کرده و با علامه فضل‌الله رهبر معنوی آن دیدار کرده‌است. الهی منتقد و مخالف زندگی مشترک بدون ازدواج است. او معتقد است اسلام با ضابطه مند کردن چند همسری مردان، به نفع زنان وارد شد. الهی این که اسلام برای ازدواج زنان اذن پدر آنها را شرط کرده برای حفاظت از آنان می‌داند. او ولایت فقیه را «واکنشی به هزاران سال پادشاهی در ایران» دانسته‌است.
الهی در برنامه‌های تلویزیونی سراسری آمریکا از جمله سی‌ان‌ان و  هنتی در فاکس نیوز شرکت کرده‌است. الهی ستونی ماهانه در دیترویت نیوز، روزنامه اصلی دیترویت دارد.
در سال ۲۰۱۵، الهی در سفر به ایران با امیر میرزای حکمتی تفنگدار سابق دریایی آمریکا که در زندان اوین محبوس بود دیدار کرد. محمدعلی الهی در فوریه ۲۰۲۰ در بازگشت از کره جنوبی در فرودگاه دیترویت  در مورد تاسف او از کشته شدن قاسم سلیمانی مورد پرسش مأموران مرزی قرار گرفت.